# Ophionereis tigris
Ophionereis tigris is een slangster uit de familie Ophionereididae.
De wetenschappelijke naam van de soort werd in 1938 gepubliceerd door Hubert Lyman Clark.